# Shelley Duncan
Pour les articles homonymes, voir Duncan.
David Shelley Duncan (né le 29 septembre 1979 à Tucson, Arizona, États-Unis) est un ancien joueur des Ligues majeures de baseball évoluant au poste de voltigeur et, occasionnellement, comme frappeur désigné.
Il est le frère ainé de Chris Duncan, joueur des Cardinals de Saint-Louis, et le fils de Dave Duncan, ancien receveur des Athletics d'Oakland et instructeur des lanceurs pour les Cardinals.

## Le lycée
Duncan a été diplômé en 1998 du lycée de Canyon del Oro, situé dans la banlieue de Tucson dans la vallée d'Oro. Il a joué dans l'équipe de baseball de l'école de 1997 qui a remporté le titre de champion de l'état.

## L'université
Duncan étudie à l'université de l'Arizona, où en 1999, il est élu dans l'équipe des étoiles de la Conférence Pac-10 comme joueur de champ extérieur. Il est choisi en 2001 par les Yankees lors du 22e tour de la draft de la Ligue majeure de baseball (62e choix global).

## Les ligues mineures
En 2001, Duncan frappe avec une moyenne au bâton de 0,542 avec les Yankees de Staten Island. En 2002 avec les Grasshoppers de Greensboro, il réussit 10 aides en jouant champ extérieur en défense et obtient une moyenne au bâton de 0,375 à la batte en 69 matchs.
En 2004, il frappe 19 coups de circuit en 424 apparitions à la batte pour les Yankees de Tampa dans la Ligue de l'État de la Floride. En 2005, il frappe 34 coups de circuit et a produit 92 points pour le Thunder de Trenton (niveau AA). En 2006, il frappe 19 coups de circuit pour Trenton en 351 apparition au bâton et remporte deux fois le prix de joueur de la semaine au niveau AA.
En 2007, Duncan est élu dans l'équipe étoile de la Ligue internationale pour le match contre les étoiles de la Ligue de la côte du Pacifique. Il est élu joueur du mois de mai en Ligue internationale. Avant d'être appelé en Ligue majeure, Duncan a frappé 25 circuits avec une moyenne de 0,295 pour l'équipe des Yankees de Scranton/Wilkes-Barre en 91 matchs. Le 29 août 2007, Duncan est nommé joueur de l'année des Yankees de Scranton/Wilkes-Barre.

## Les ligues majeures

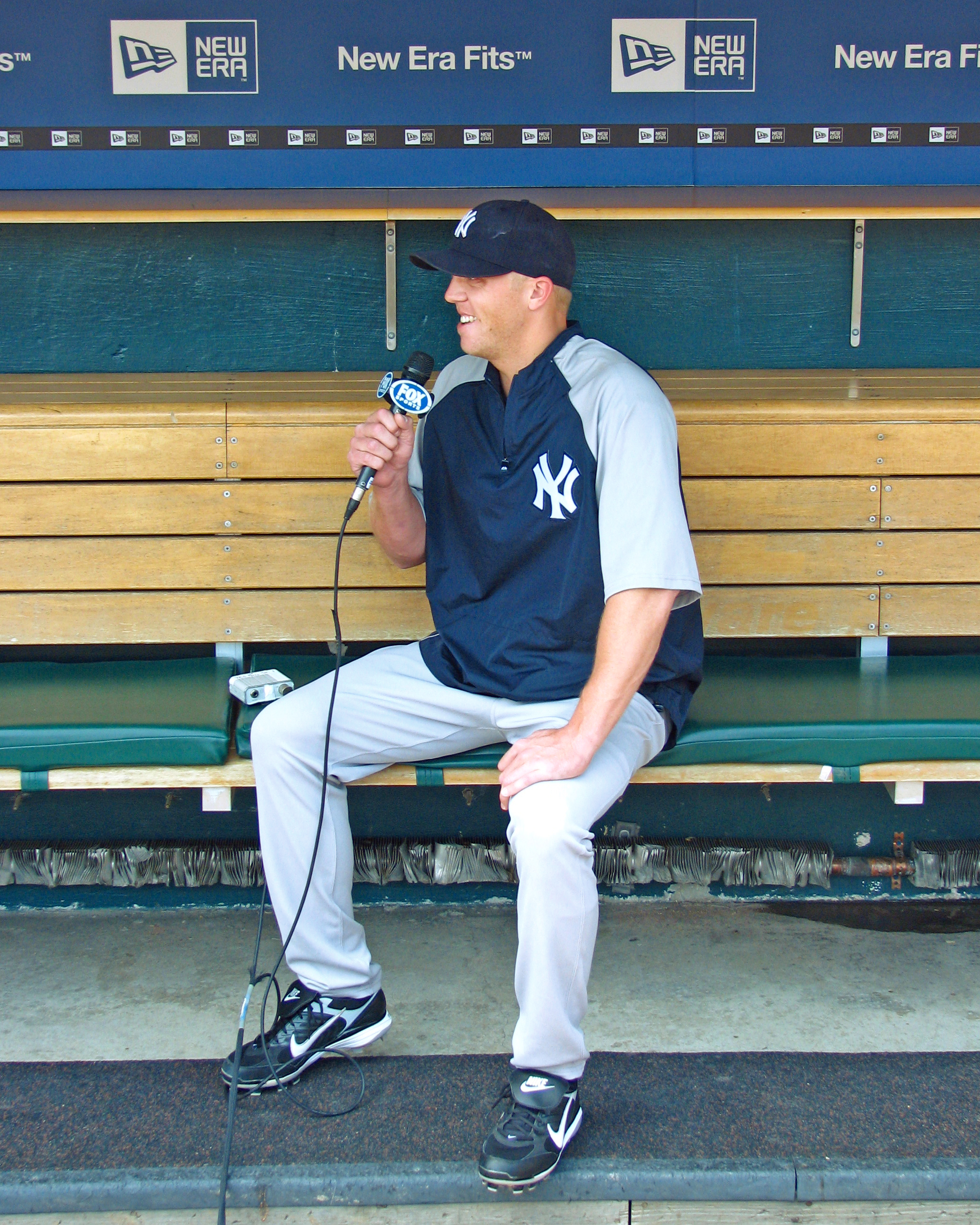
Shelley Duncan en 2008 dans l'abri des joueurs des Yankees.

### Yankees de New York
Duncan fait ses débuts en Ligue majeure de baseball le 20 juillet 2007 comme frappeur remplaçant contre les Devil Rays de Tampa Bay. Il frappe son premier coup sur en carrière et produit son premier point. Le lendemain, il frappe son premier coup de circuit en Ligue majeure toujours contre les Devil Rays. Le 22 juillet, il frappe pour la première fois deux circuits en un match, envoyant la balle à deux reprises au-dessus du mur du champ extérieur du Yankee Stadium une nouvelle fois face aux Devil Rays.
Duncan est parfois remarqué pour son enthousiasme et son énergie débordante dans l'abri des joueurs. Ceci a mené à la création de son surnom, « Slam » Duncan. L'ex entraineur des Yankees, Joe Torre, a déclaré dans une interview avec la chaine YES qu'il essayait d'éviter d'être près de Shelley lorsqu'il fête la réussite de ses coéquipiers[réf. nécessaire].

### Indians de Cleveland
Duncan évolue de 2010 à 2012 pour les Indians de Cleveland, qu'il rejoint le 11 janvier 2010.
Il réussit 33 circuits et récolte 138 points produits en 310 matchs au cours de ces trois saisons à Cleveland, frappant pour ,231 de moyenne au bâton.

### Rays de Tampa Bay
Le 22 janvier 2013, Duncan signe un contrat des ligues mineures avec les Rays de Tampa Bay.

## Statistiques
| Saison | Équipe     | G   | AB  | R  | H  | 2B | 3B | HR | RBI | SB | BA    |
| ------ | ---------- | --- | --- | -- | -- | -- | -- | -- | --- | -- | ----- |
| 2007   | NY Yankees | 34  | 74  | 16 | 19 | 1  | 0  | 7  | 17  | 0  | 0,257 |
| 2008   | NY Yankees | 23  | 57  | 7  | 10 | 3  | 0  | 1  | 6   | 0  | 0,175 |
| 2009   | NY Yankees | 11  | 15  | 1  | 3  | 0  | 0  | 0  | 1   | 0  | 0,200 |
| 2010   | Cleveland  | 85  | 229 | 29 | 53 | 10 | 0  | 11 | 36  | 1  | 0,231 |
| Totaux | Totaux     | 153 | 375 | 53 | 85 | 14 | 0  | 19 | 60  | 1  | 0,227 |

Note : G = Matches joués ; AB = Passages au bâton; R = Points ; H = Coups sûrs ; 2B = Doubles ; 3B = Triples ; 
HR = Coup de circuit ; RBI = Points produits ; SB = Buts volés ; BA = Moyenne au bâton.